# Paris-Roubaix 2020
Paris-Roubaix 2020 skulle have været den 118. udgave af cykelløbet Paris-Roubaix. Det franske brostensmonument var planlagt til et 259 km langt linjeløb med start i Compiègne og mål på Vélodrome André-Pétrieux i Roubaix. I alt skulle rytterne have kørt på 54,5 km brosten fordelt på 29 sektorer. Det var oprindeligt planlagt til at være afholdt 12. april 2020, men blev på grund af den globale coronaviruspandemi udskudt til 25. oktober. Den 9. oktober meddelte løbsarrangør ASO at løbet var blev aflyst på grund af sundhedssituationen med covid-19, og med restriktioner udstukket af de franske myndigheder.
For første gang nogensinde skulle der også have været afholdt et Paris-Roubaix for kvinder. Dette løb skulle køres samme dag med start i Denain. Begge løb skulle have været kørt samme dag som den afsluttende etape i Giro d’Italia, og en stor bjergetape i Vuelta a España. Paris-Roubaix var en del af UCI's World Tour-kalender i 2020.

## Hold og ryttere
| UCI WorldTeams (19)- AG2R La Mondiale - Astana - Bahrain McLaren - Bora-Hansgrohe - CCC Team - Cofidis - Deceuninck-Quick Step - EF Pro Cycling - Groupama-FDJ - Israel Start-Up Nation - Lotto Soudal - Mitchelton-Scott - Movistar Team - NTT Pro Cycling - Ineos Grenadiers - Jumbo-Visma - Team Sunweb - Trek-Segafredo - UAE Team Emirates UCI ProTeams (6)- Alpecin-Fenix - B&B Hotels-Vital Concept p/b KTM - Nippo Delko One Provence - Arkéa-Samsic - Total Direct Énergie - Circus-Wanty Gobert |
| |